# Киевская (станция метро, Кольцевая линия)
«Ки́евская» — станция Московского метрополитена на Кольцевой линии. Связана пересадками с двумя одноимёнными станциями, одна из которых располагается на Арбатско-Покровской линии, другая — на Филёвской. Расположена в районе Дорогомилово (ЗАО); названа по Киевскому вокзалу. Открыта 14 марта 1954 года в составе участка «Белорусская» — «Парк культуры». Пилонная трёхсводчатая станция глубокого заложения с одной островной платформой. Единственная станция Кольцевой линии метро, расположенная не в Центральном административном округе Москвы.

## История
Кольцевая линия не входила в первоначальные планы Московского метрополитена. Вместо неё должны были быть построены «диаметральные» линии с пересадками в центре города. Первый проект Кольцевой линии был разработан в 1934 году, в нём планировалось построить эту линию под Садовым кольцом с 17 станциями. В проекте 1938 года линию планировалось построить значительно дальше от центра, чем построили впоследствии. Планировались станции «Усачёвская», «Калужская Застава», «Серпуховская Застава», «Завод имени Сталина», «Остапово», «Завод Серп и Молот», «Лефортово», «Спартаковская», «Красносельская», «Ржевский Вокзал», «Савёловский Вокзал», «Динамо», «Краснопресненская Застава» и «Киевская». В 1941 году проект Кольцевой линии изменился. Теперь её планировали построить ближе к центру. В 1943 году было принято решение о внеочередном строительстве Кольцевой линии по нынешней трассе с целью разгрузки Центрального пересадочного узла («Охотный Ряд» — «Площадь Свердлова» — «Площадь Революции»).
Кольцевая линия стала четвёртой очередью строительства. В 1947 году планировалось открыть линию четырьмя участками: «Центральный парк культуры и отдыха» — «Курская», «Курская» — «Комсомольская», «Комсомольская» — «Белорусская» (затем был объединён со вторым участком) и «Белорусская» — «Центральный парк культуры и отдыха». Первый участок был открыт 1 января 1950 года, второй — 30 января 1952 года, и третий, замыкающий линию в кольцо, — 14 марта 1954 года (после его ввода в эксплуатацию в Московском метрополитене стало 40 станций). Станция получила название от одноимённого ей Киевского вокзала и замкнула собой строившуюся Кольцевую линию.
В 1953 году главой КПСС стал бывший лидер Украинской ССР Н. С. Хрущёв, и в числе его первых деяний оказалось и увековечивание Украины в московском метро. На тот момент ни одна из двух существовавших станций, носящих название «Киевская», его не удовлетворяла. В ходе объявленного конкурса было представлено 40 проектов, по его результатам победу одержали киевляне. Группой строителей руководил действительный член Академии архитектуры Украинской ССР Е. И. Катонин.
В 1972 году был открыт второй выход станции, ведущий в подземный вестибюль станции «Киевская» Филёвской линии.

## Архитектура и оформление

### Вестибюли
Станция имеет два вестибюля: южный (наземный) — совмещённый со станцией Арбатско-Покровской линии, и северный (подземный), общий со станцией Филёвской линии.
Южный вестибюль «Киевской» (архитекторы И. Г. Таранов, Г. С. Тосунов, инженеры-конструкторы Л. В. Сачкова, М. В. Головинова) был построен в здании Киевского вокзала для станции Арбатско-Покровской линии в 1953 году, а в 1954 году стал совмещённым вестибюлем Кольцевой и Арбатско-Покровской линий. При открытии в 1958 году Филёвского радиуса этот вестибюль соединился переходом с подземным вестибюлем станции Филёвской линии.
Кассовые залы расположены в реконструированном цокольном этаже вокзала. Эскалаторный зал представляет собой полукруглый атриум, обращённый к эскалаторной арке. Восемь колонн зала с коринфскими капителями несут антаблемент, над которым находится купол. Зал освещается лампами за карнизом. Стену зала за колоннами украшает мозаичный фриз «Торжество людей Советской Украины» Г. И. Опрышко. На нём счастливые украинцы несут к гербу Советской Украины плоды своих трудов.
Стены и колонны эскалаторного зала облицованы светлым мрамором, а в окаймляющем зал дуговом коридоре — декоративным мрамором разных цветов.

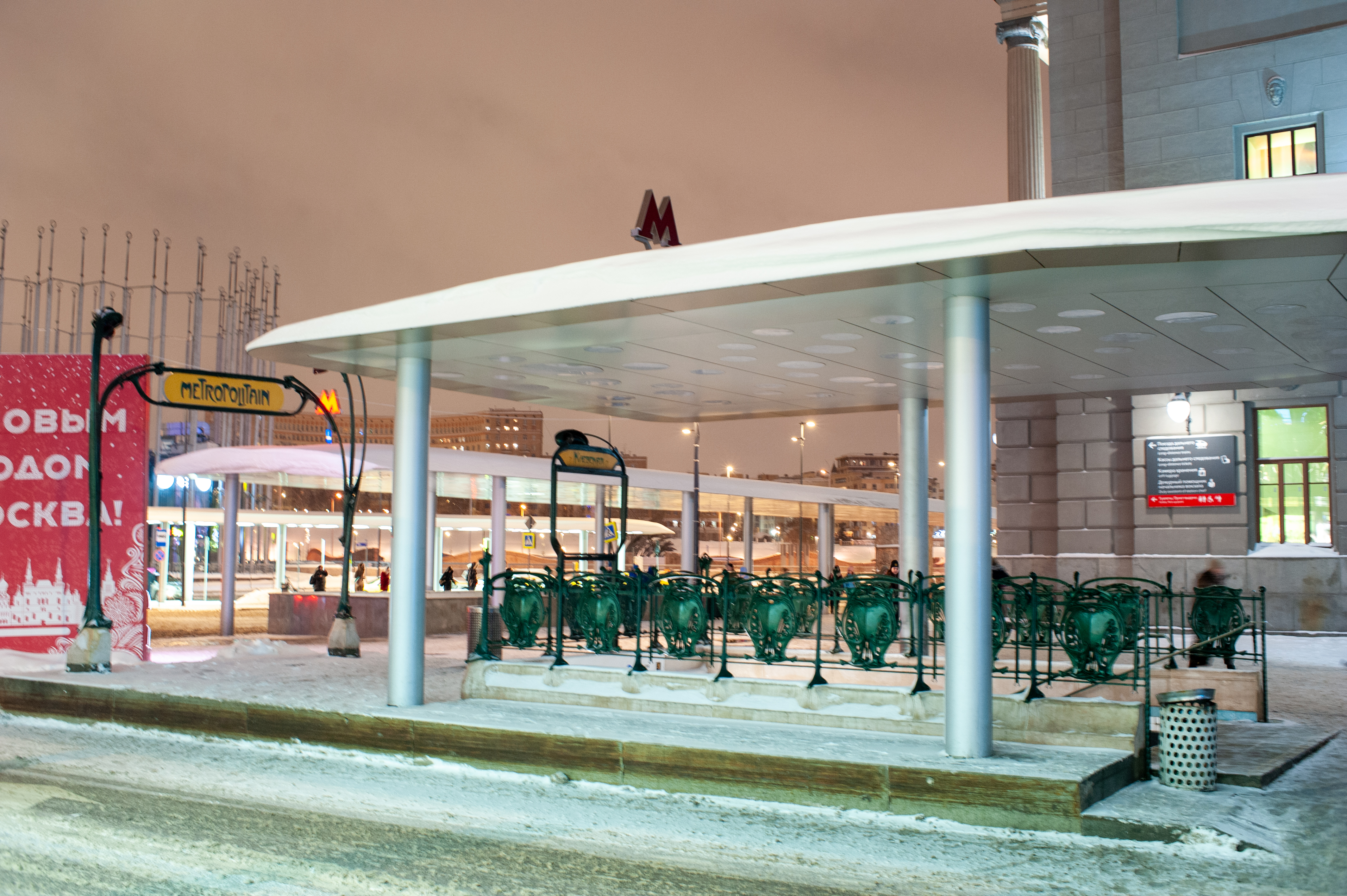
Вход на станцию, оформленный французскими художниками в 2006 году, арка передвинута в 2023 году

С 1953 года для выхода в город служит двухмаршевый эскалатор, который ведёт в общий вестибюль с одноимённой станцией Арбатско-Покровской линии. С промежуточной площадки имеется переход на вторую станцию.
Один из лестничных сходов в подземный переход, ведущий в открытый в 1972 году второй совмещённый вестибюль (с Филёвской линией), в 2006 году был оформлен французскими архитекторами по образцу Парижского метрополитена, в духе Эктора Гимара. Гимар, представитель стиля модерн, декорировал входы на первые станции парижского метро в 1900—1910 годах. Ответным подарком московского метрополитена стал витраж «Курочка Ряба», установленный на станции «Мадлен» в Париже.
В 2009 году турникеты были заменены на новые, принципиально более новой конструкции — типа УТ-2009 (впервые установленные в московском метро).

### Станционные залы
Конструкция пилонная, трёхнефная, глубокого заложения (глубина заложения — 53 метра). Архитекторы — Е. И. Катонин, В. К. Скугарев, Г. Е. Голубев. Художники — А. В. Мызин, Г. И. Опрышко, А. Т. Иванов.
Художественное оформление станции посвящено теме дружбы русского и украинского народа. Пилоны станции плавно переходят в своды центрального и боковых залов и межпилонных проходов. К постаментам пилонов в зале и на платформах приставлены диваны на мраморных основаниях. Центральный зал перекрыт изящным белым сводом. Межпилонные проходы окаймлены лепным жгутом, характерным для украинской архитектуры XVII века. Путевые стены облицованы светлым мрамором. Станционные залы освещают богато украшенные золотистые люстры.
18 пилонов украшены абстрактно-растительными орнаментами, а также мозаичными панно из смальты и ценных пород, тематика которых связана с историей Украины и дружбы украинского и русского народов. Они находятся на пилонах со стороны центрального зала. Панно ограничены сложными рамками, которые окаймляются широким лепным орнаментом по национальным украинским мотивам (стилизованные колосья, бутоны, листья, гирлянды). Под каждым панно размещён стилизованный мраморный свиток с названием.

Пример оформления пилона: Борьба за Советскую власть на Украине

На одной из мозаик — «Борьба за Советскую власть на Украине» — изображён партизан, который использует переносной телефон на базе штабного телефона FF-17, который производился с 1910 по 1920 год в Германии. Тяжёлую трубку телефона партизан держит двумя руками. Некоторые современные пассажиры принимают аппарат за мобильный телефон, КПК и ноутбук.
Несмотря на то, что станция открылась уже после 1953 года, она была самой «богатой» на изображения И. В. Сталина. Семь его профилей можно было увидеть в оформлении станции на мозаиках «Провозглашение Советской власти В. И. Лениным. Октябрь 1917 года», «Воссоединение всего украинского народа в едином украинском советском государстве», «Салют Победы в Москве. 9 мая 1945 года», «Дружба русских и украинских колхозников», «XIX съезд — съезд единства Коммунистической партии, Советского правительства и народа», а в торце станции был помещён большой беломраморный барельеф Ленина и Сталина, который был позже заменён маленьким портретом В. И. Ленина. На мозаике «Воссоединение всего украинского народа в едином украинском советском государстве» было два изображения Сталина (одно из них — на знамени, вместе с Лениным, другое — среди воссоединившегося народа, сохранилось до сих пор). Завершала композицию мозаика на тему «XIX съезд партии — съезд единства партии, правительства и народа», которая прославляла Сталина (вместе с ним там находились Каганович, Хрущёв, Маленков, Булганин, Ворошилов, Молотов и Микоян), однако позже была заказана мозаика на другую тему. После XXII Съезда КПСС все изображения Сталина, за исключением «Воссоединения всего украинского народа», были убраны.

На торцевой стене центрального зала станции расположено смальтовое панно с лепниной в виде флагов и мозаичным портретом В. И. Ленина в центре. Вокруг — строки гимна СССР, а под портретом — слова Ленина: 
Нерушимая вечная дружба украинского и русского народов является залогом национальной независимости и свободы, расцвета национальной культуры и процветания украинского народа, как и других народов Советского Союза
Арки проходов обведены широкими рельефными лепными фризами с национальным орнаментом. Станционные залы освещаются подвесными многорожковыми люстрами по оси всех трёх сводов. Цоколи пилонов и путевые стены облицованы белым коелгинским мрамором, пол выложен серым гранитом с красной каймой.

### Переходы
Пересадочный узел начал формироваться в 1954 году. Изначально это был узел только Арбатско-Покровской и Кольцевой линий. На радиальной станции мостики над путём в сторону «Смоленской» вели в промежуточный зал, из которого также можно было попасть на кольцевую станцию. На кольцевой линии в южном торце был эскалатор, из которого можно попасть на промежуточную площадку и в вестибюль. 
В 1958 году была вновь открыта станция «Киевская» мелкого заложения. Из одного из двух подземных вестибюлей можно было попасть в вестибюль глубоких «Киевских».
В 1972 году были построены дополнительные переходы из центра зала кольцевой станции в восточный торец «Киевской» Арбатско-Покровской линии и в аванзал восточного вестибюля «Киевской» Филёвской линии. После открытия отдельного перехода по центру промежуточного зала было установлено металлическое ограждение, перекрывшее возможность перехода между линиями.

## Эксплуатация
Код станции — 077. В марте 2002 года пассажиропоток по входу составлял 90 тыс. человек.
- Таблица времени прохождения первого поезда через станцию[16]:

| По чётным числам                      | Будние дни | Выходные дни |
| По нечётным числам                    | Будние дни | Выходные дни |
| В сторону станции «Парк культуры»     | 05:51:00   | 05:51:00     |
| В сторону станции «Парк культуры»     | 05:45:00   | 05:45:00     |
| В сторону станции «Краснопресненская» | 05:56:00   | 05:55:00     |
| В сторону станции «Краснопресненская» | 05:50:00   | 05:50:00     |

## Расположение
Станция метро «Киевская» Кольцевой линии расположена между станциями «Краснопресненская» и «Парк культуры». Наземный южный вестибюль находится на Киевском вокзале. Подземный северный вестибюль является общим со станцией Филёвской линии, находится под Киевской улицей.

### Наземный общественный транспорт

#### Городской
На этой станции можно пересесть на следующие маршруты городского пассажирского транспорта:
- Автобусы: м17, 91к, 119, 150, 157, 239, 240, 266, 297, 320, 394, 474, 791

#### Областной
- Автобусы: 454, 477

### Железнодорожный транспорт

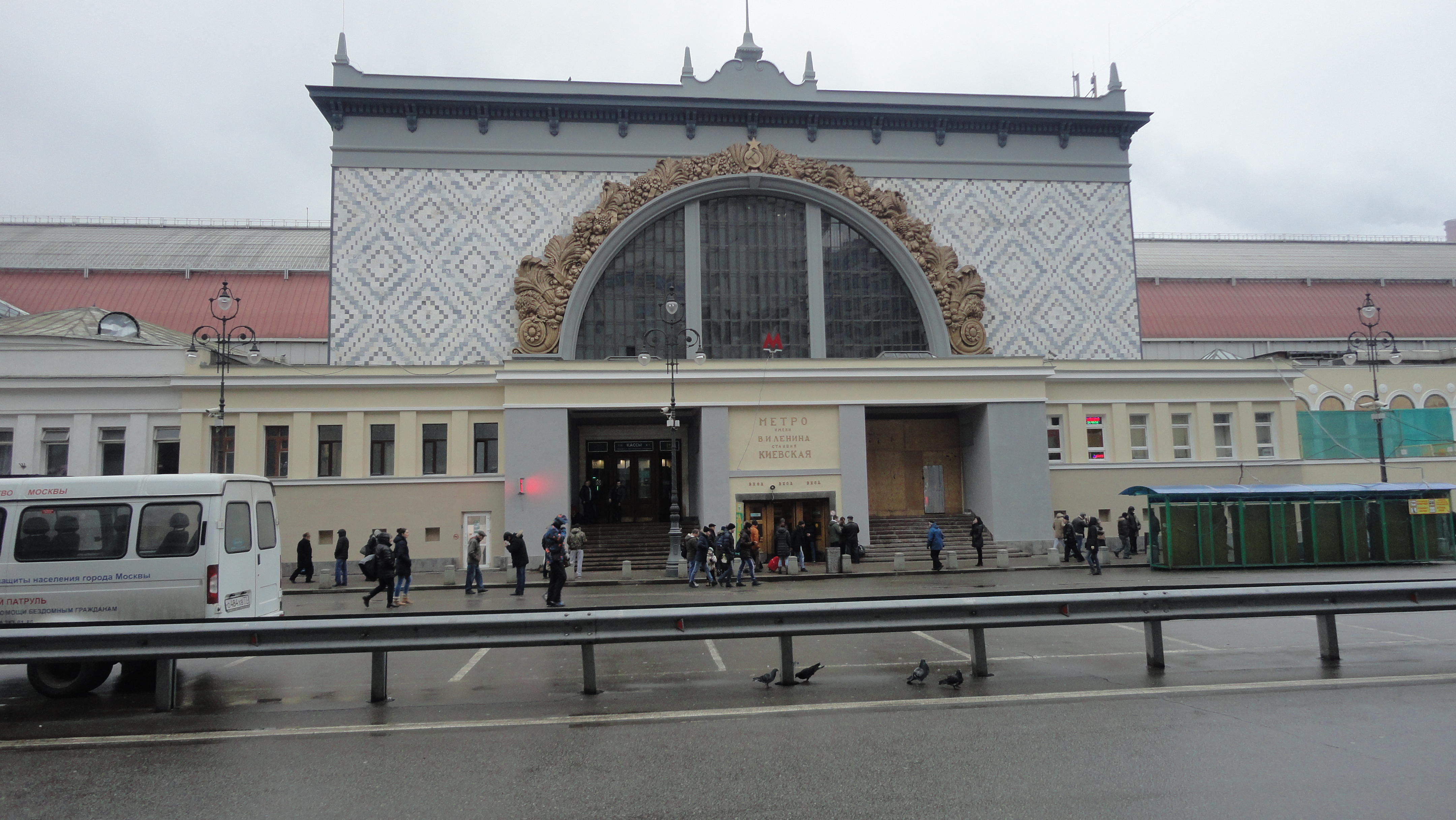
Пригородный терминал Киевского вокзала

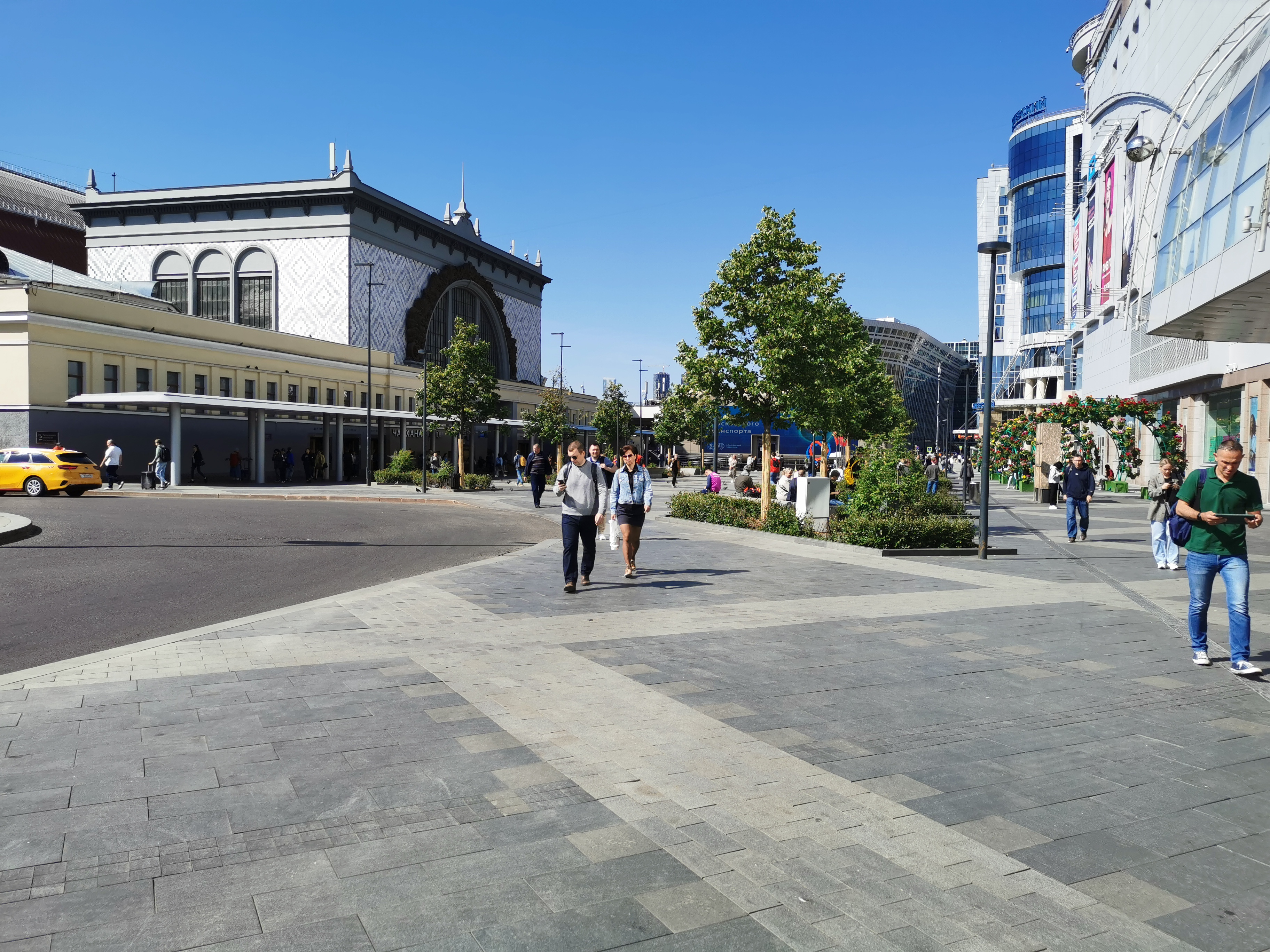
Площадь перед ст. метро «Киевская» 2023 г.

Киевский вокзал обслуживает поезда дальнего следования юго-западного направления. От Киевского вокзала начинается Киевское направление Московской железной дороги, которое связывает Москву с южными регионами России.
Между Киевским вокзалом и аэропортом Внуково ходят поезда «Аэроэкспресс», время в пути — около 35 минут.
Пригородные поезда от вокзала следуют по Киевскому направлению.

## Станция в искусстве
- Станция изображена в иллюстрациях к повести «Приключения Карандаша и Самоделкина» (главы 35 и 36)[21].
- Станция упоминается в конце фильма «К-19». На нее приезжает капитан Востриков (Затеев) перед тем как отправиться к братской могиле подводников спустя 28 лет после аварии